# 沙加系列
沙加（中国大陆又译作）是由史克威尔（现为史克威尔艾尼克斯）开发的科幻类角色扮演游戏系列。系列首作由河津秋敏于1989年创作于Game Boy平台。现在系列已经在从超级任天堂到PlayStation 2等多个平台发行。系列以开放世界式探索，非线性的分支情节，以及间或非传统的游戏系统而知名。系列是史克威尔最知名的系列之一。目前沙加系列一共有9部游戏，以及若干移植与强化重制作品。

## 游戏系统
沙加系列强调非线性游戏和开放世界探索，其开放式的分支情节和自由的角色塑造将其与更加线性的最终幻想系列区分开来。但系列每款游戏情节都互相独立这点和最终幻想系列相同。沙加系列继承了《最终幻想II》的开放式熟练度系统，该系统被后来的最终幻想作品弃用，但却被《魔界塔士 沙加》继承。《沙加》还加入了新元素，如武器多次使用会损坏，怪兽种族吃掉击败敌人掉下的消耗品会后随之变异。
系列早期游戏使用了随机遇敌等首先建立于最终幻想系列的共同游戏元素与主题，但之中大多数都在游戏体验独特的《浪漫沙加》中取消了。游戏还使用了相似的回合制战斗系统，角色的能力取决于能力值的数值，而这些数值又随着战斗经验的增加而增加。鉴于游戏系统的开放性，以及多角色对应不同剧本，沙加系列游戏的重点在于其重玩价值。
自初代《魔界塔士 沙加》发行一来，系列多数作品都使用松散联系的故事和支线任务，而非连续的叙事。《魔界塔士 沙加》允许玩家通过不同世界。《浪漫沙加》扩充了自由度，即提供许多选择，并允许玩家以任意顺序完成探索，而特定任务的参与与否会影响剧情结局。游戏允许玩家从8名不同角色中选择，各角色有其自己的故事，从不同的场所开始情节且结局不同。《浪漫沙加》因此成功做到每次游戏都带来非常不同的体验，之后《沙加开拓者》和《神鬼寓言》等非线性游戏没能做到这点。游戏还有可让多达五名队员发动联合特殊攻击的连携系统，这需要角色单人导师教队伍技能，或要是使用开宝箱或拆陷阱的特定武器或术。
在初代《浪漫沙加》中，剧本会随对话中的选择而变化，而《浪漫沙加2》则更加开放，每个角色都有独立的剧情，且随着玩家的行动——包括选择谁，对话中说什么，发生什么事件，以及谁在队中——而改变。《浪漫沙加3》至多可以从8名角色的视角发展情节，并使用了敌人随玩家变强的等级调整系统，这一机制后来用于《最终幻想VIII》、《上古卷轴IV：湮没》、《落银城》、《闇龍紀元：序章》、《辐射3》和《上古卷轴V：天际》。《沙加开拓者》继续发展了之前浪漫沙加的非线性游戏系统，设定跨越多个星球，同时每个角色都有其特定的地点，只有将个角色的冒险玩过后，总体情节才能显示出来。

## 开发
沙加系列由先前参与《最终幻想》和《最终幻想II》的河津秋敏设计。在当任天堂的Game Boy因益智游戏《俄罗斯方块》而全球流行时，原史克威尔社长宫本雅史要求开发团队为掌上游戏机创作一款游戏。河津和同事设计师石井浩一提议公司开发一款电子角色扮演游戏，即《魔界塔士 沙加》，公司首款掌上游戏机作品。如河津所言沙加和最终幻想的主要区别，游戏难度设计的很高。全部沙加游戏的角色插图皆由小林智美设计，小林还为大型多人角色扮演游戏（MMORPG）《卓越之剑》设计插图。虽然系列很长寿，但2003年时，河津所在的史克威尔艾尼克斯第二业务部负责开发《最终幻想水晶编年史》，全部十个业务部都没有接手沙加系列。

## 音乐
沙加系列的音乐由多人作曲，其中最著名者为伊藤贤治，他亦为圣剑传说系列创作许多原声。最终幻想系列音乐主要作曲人植松伸夫曾为《沙加》作曲，并和伊藤共同为《沙加2》作曲。笹井隆司和藤冈千寻共同为《沙加3》创作音乐。《沙加开拓者2》和《无限：沙加》则由滨涡正志作曲。

## 评价
| 游戏                      | 销量/万 | GameRankings得分 |
| ------------------------- | ------- | ---------------- |
| 魔界塔士 沙加             | 130     | 51%（4个评论）   |
| 沙加2 秘宝传说            | —       | 90%（2个评论）   |
| 时空之霸者 沙加3 [完结篇] | —       | 75%（3个评论）   |
| 浪漫沙加                  | 132     | —                |
| 浪漫沙加2                 | 150     | —                |
| 浪漫沙加3                 | 130     | —                |
| 沙加开拓者                | 110     | 71%（12个评论）  |
| 沙加开拓者2               | 67      | 74%（27个评论）  |
| 无限：沙加                | 43      | 52%（43个评论）  |
| 浪漫沙加 吟游诗人之歌     | 45      | 63%（30个评论）  |

沙加系列游戏在日本曾经很畅销，许多游戏销量都超过百万。截至2011年3月，系列在累计销量990余万。然而系列在北美依然不普及，许多游戏获得纸质或在线出版商褒贬不一的评价。有人提出这是因为系列看起来像试验性游戏，玩家可以自由的小方向漫游或发展故事，是非典型的日式电子角色扮演游戏。在《官方美国PlayStation杂志》2004年9月的“被高估/低估”文章中，他们称沙加系列毁在了到PlayStation 2的转变上，原因主要是《无限：沙加》。

## 影响
目前（2011年），史克威尔艾尼克斯计划继续移植沙加系列游戏，但以该系列开始新的系列当时并没有考虑。
在4gamer的一篇采访中，河津秋敏示意在2014年12月的25周年及年上，可能有新的沙加游戏或复刻作品。